# 別爾沙季區
别尔沙季区（烏克蘭語：Бершадський район）曾是烏克蘭西南部文尼察州的一個區，行政中心設於别尔沙季，面積1,285平方公里，2013年人口61,506，人口密度每平方公里47.86人。
该区在2020年乌克兰行政区划改革中撤销。其区域并入海辛區。